# Паган Мін
Паган Мін (бірм. ပုဂံမင်; 21 червня 1811 — 14 березня 1880) — м'янманський правитель у 1846—1853 роках.

## Життєпис
Старший син принца Тараваді. Народився 1811 року в Амарапурі, отримавши ім'я Муан Гтін. 1837 року його батько отримав владу в державі. З серпня 1842 року отримав титул князя Пагана і став спадкоємцем. З цього часу відомий як Паган Мін.
1846 році разом з братами фактично відсторонив таравадівідтрону, якийневдовзіпомер. Зацим виграв боротьбу за владу, вбивши своїх братів-суперників. Його головні міністри Маун Бейн Зат і Маун Бхейн збагатилися тим, що стратили багатих підданих. Вважають, що за 2 роки внаслідокінтриг цих міністрів понад 6 тис. осіб було страчено за хибними доносами. Зрештою, побоюючись загального обурення, Паган Мін змушений був видати обох міністрів жителям столиці.
Спочатку продовжив внутрішню політику попередника. Згодом Паган Мін вимагав, щоб мьоза і мьотуджі віддавали йому податки, а яким чином вони їх отримували, його не цікавило. Швидкостав вкрай непопулярним у країні, яка була розорена і практично беззахисна перед будь-якою агресією.
У 1851 році Маун Ок, намісник Пегу, звинуватив капітанів двох британських торгових судів у вбивстві, розтраті та ухиленні від сплати мит. Він оштрафував їх на 500 рупій і зажадав, щоб вони заплатили свої борги, перш ніж їм дозволять повернутися до Калькутти. Отримавши їхні скарги, Джеймс Ендрю Далхаузі, генерал-губернатор Британської Індії, послав коммодора Джорджа Ламберта до Паган Міна з проханням про компенсацію у розмірі 920 фунтів стерлінгів та звільнення Мауна Ока. Паган Мін підкорився, усунувши з посади Мауна Ока. Але 6 січня 1852 року, коли новий намісник відмовився зустрітися з британською делегацією через те, що Джордж Ламберт захопив державний корабель, всі британські піддані були евакуйовані, а узбережжя Янгона блоковано. Упродовж кількох днів британські військові кораблі бомбардували місто. 7 лютого Паган Мін написав Далхузі листа з протестом проти актів агресії. 13 лютого спрямував Паган Міну ультиматум з вимогою виплатити до 1 квітня 1 млн рупій (дорівнювало 100 тис. фунтів стерлінгів) як компенсацію за «вимушену підготовку до війни». Ультиматум минув без відповіді, і за кілька днів британські війська вторглися на територію м'янмської держави. Почалася нова війна з Великою Британією. У грудні ворог захопив Пегу та усе гирло Іраваді. 20 грудня 1852 року була підписана декларація про анексію Південної Бірми і її приєднання до англійських володінь в Індії.
Зведений брат Пагана Міна — Міндон — виступив заприпинення війни. Він утік зі своїм братом Канауном у Шуебо, де почав повстання. Після кількох тижнів боротьби головний міністр Магве Міньї перейшов на бік Міндона. За цих обставин Паган Мін зрікся престолу 18 лютого 1853 року на Міндона. Міндон залишив того живим і звільнив усіх європейських бранців. Міндон змушений був піти на укладання миру з Великою Британією.
Паган Мін помер 1880 року від віспи у Мандалаї. Незважаючи на наявність 18 дружин, не мав нащадків.